# راسلویل (کنتاکی)
راسلویل (به انگلیسی: Russellville) شهری در ایالت کنتاکی کشور ایالات متحده آمریکا است که جمعیت آن در سرشماری سال ۲۰۱۰ میلادی، ۶٬۹۶۰ نفر بوده‌است.